# ハザマデス
ハザマデスは、KBCラジオ（九州朝日放送）が2020年10月5日（月曜日）から2021年3月28日（金曜日）まで放送した番組。

## 概要
川上政行 今日もしゃべりずき!とPAO〜N（パオーン）の狭間（はざま）に放送されたラジオ番組。
今日もしゃべりずき!の川上政行とPAO〜N（パオーン）の沢田幸二がパーソナリティ。

## コーナー
川上さんに聞いてみよう
番組開始3週目にできた川上さんにリスナーの悩みや質問など何でも聞いてみて、しゃべり好きな２人のゆるい雑談につながっていくコーナー。現在は川上さん一家の雑貨店「暮らし日と月」商品や商売のおもしろネタが多い。
はぴねすくらぶ ラジオショッピング
毎週金曜日に元KBCラジオ PAO〜N（パオーン）ディレクターの若松さんとの掛け合い。

## エピソード
- 2021年2月1日（月）放送、沢田アナがかねてより大ファンの女子プロゴルファー渋野日向子とテレビ東京アナウンサーとの熱愛報道に「アナウンサーはやめた方がいい。アナウンサーは５割増し６割増しでよく見える。アナウンサーは表面だけの奴が多い。自分のことも棚に上げるけど。再来年くらいには破局を向かえると思うよ。ちゃんと結婚して幸せになってほしいと思いますよ。旦那さんに言ってるの、俺。」「人生のキャディーとしてね。」の名言に対し、川上アナの「あんた、渋野さんの親戚のおっちゃんかなんか？」「うまいこというねえ、昨日の夜から考えてたん？笑」の返し。沢田アナにとってこの報道は余程の出来事であり、この後のPAO〜N（パオーン）などでも激しく愚痴をこぼしていた。
- 番組の名付け親は沢田アナである。
- 2021年3月15日（月）放送のオープニングにて番組の終了が発表された。
- 2021年3月17日（水）放送でリスナーから2月中旬に〇牟田市の喫茶店でH田Y区と関係者が番組終了（改編）の話をしていたとの投稿があった。おそらく2月15日の週がふるさとWish大牟田市！だったので2月15日（月）の出来事と思われる。
- 2021年3月26日（金）放送　私たち最後までハザマデシタ
- 2022年1月10日からは川上がPAO~Nの月曜日パーソナリティとなる為当番組最終回以来9ヶ月ぶりの揃い踏みでの共演となる。（尚、川上のKBC出演も同じく9ヶ月ぶりである。1月4日〜7日迄は沢田休演時の代打MCとして出演。）